# Damona Corona
Damona Corona is een corona op de planeet Venus. Damona Corona werd in 2003 genoemd naar Damona, Gallische godin van de vruchtbaarheid.
De corona heeft een diameter van 140 kilometer en bevindt zich in het quadrangle Bereghinya Planitia (V-8).